# 馬斯巴奇 (伊利諾伊州)
馬斯巴奇（英語：Massbach）是位於美國伊利諾伊州喬戴維斯縣的一個非建制地區。該地的面積和人口皆未知。

## 地理
馬斯巴奇的座標為42°14′46″N 90°07′18″W / 42.24611°N 90.12167°W，而該地的平均海拔高度為283米（即928英尺）。